# Didier Vermeiren
Pour les articles homonymes, voir Vermeiren.
Didier Vermeiren, né en 1951 à Bruxelles, est un sculpteur et photographe belge.
Ses premières œuvres, au début des années 1970, se situent au croisement de l’art conceptuel, du minimalisme et de la tradition moderne de la sculpture. À partir de la fin des années 1970, Didier Vermeiren s'est penché sur la question du socle, fondamentale dans l'histoire de la sculpture moderne. Par la suite, la documentation photographique de ses propres œuvres a pris de l'importance, au point de former partie intégrante de son travail et de susciter la création d’œuvres — photographiques — à part entière.

## Biographie
Didier Vermeiren enseigne depuis 2002 à l'Académie des beaux-arts de Düsseldorf en Allemagne et depuis 1991 à De Ateliers Amsterdam (Pays-Bas). En 2012, il est nommé au conseil d'administration du Musée Rodin. Il vit et travaille à Paris et Bruxelles.

### Recherche et œuvre
L’œuvre de Didier Vermeiren se développe dans un va et vient entre passé et présent, entre l’histoire de la sculpture occidentale et son exploration contemporaine.
Ses premières œuvres se situent au croisement de l'art minimal, de l'art conceptuel et de la tradition moderne de la sculpture. À partir de la fin des années 1970, Didier Vermeiren s'est penché sur la question du socle, fondamentale dans l'histoire de la sculpture moderne,, notamment à travers la création des « sculptures de socle » qui lui vaudront d'être exposé par le Museum of Modern Art en 1984 dans le cadre d'une exposition de groupe consacrée à la scène artistique contemporaine, intitulée An International Survey of Recent Painting and Sculpture. Ces sculptures feront alors sa renommée.
Traditionnellement, le socle n'était pas considéré comme faisant partie de la sculpture, mais servait à transporter la figure sculptée de l'espace « réel » vers l'espace artistique ou monumental.
Puis, la fonction du socle comme piédestal a progressivement disparu au cours du XXe siècle.
Si quelques artistes, comme Brancusi, ont fait du socle, en l’incorporant à l’œuvre, une partie intégrante de leur travail, d'autres, qui ne souhaitaient plus que la sculpture fût séparée du sol par cet élément de présentation, se sont avisés de la disposer à même le sol, de plain-pied avec le spectateur, notamment Carl Andre, Donald Judd, Richard Serra. Autrement dit, la modernité a fait du socle un attribut inutile. Considérant cette évolution et souhaitant y réfléchir rigoureusement, Vermeiren réévalue la fonction du socle et en fait un volume autonome dans l'espace : si le socle est une base ou une fondation, il peut être exposé pour lui-même et pour ses propres mérites, prenant ainsi le destin d'une œuvre d'art. Seule demeure la pure présence au sol et ses multiples possibilités plastiques. « S'il y a une chose dont on est certain, c'est où démarre la sculpture. Elle démarre au sol, après, en hauteur et sur les côtés, elle n'a pas de limites, mais [...] le point crucial, le lieu où se joue la sculpture est au sol ».
De là vient le dialogue constant avec l’espace. Situer des œuvres dans l'espace et re-configurer l'espace en fonction de ces œuvres devient l'objet de toute exposition. Comme le dit Vermeiren, l’espace n’est pas vide, il est plastique ; d’où son idée que les œuvres le creusent et le sculptent. « L'espace fait la sculpture et la sculpture fait l'espace ».
Cette incorporation de l’espace par la sculpture — de tout l’espace, jusqu’au firmament — constitue l’un des traits caractéristiques majeurs de la sculpture du XXe siècle. C’est ainsi que Carl Andre, en dialogue avec la Colonne sans fin de Brancusi, a pu déclarer un jour que ses sculptures, pour horizontales, plates et ramassées au sol qu’elles fussent, n’en supportaient pas moins, sur toute l’étendue de leur surface, « une colonne d’air » (que l’on pouvait se figurer s’élevant « sans fin » au-dessus des œuvres, ou bien limitée par la voûte céleste ou celle du bâtiment).
Dès les années 1970, Vermeiren s'est attaché à explorer cette incorporation de l'espace et la démarcation sculpturale de la pure présence au sol. Ainsi ses œuvres constituées d'un volume au matériau solide et lourd (parallélépipède plus ou moins volumineux en pierre, plâtre ou fer) posé sur un volume identique, mais au matériau mou, souple et léger (mousse de polyuréthane), l'un écrasant l'autre dans une démonstration inversée du poids de l'œuvre dans tout projet sculptural : « Dans ces pièces avec le polyuréthane (...) les rapports traditionnels entre sculpture et socle sont inversés ; si dans les rapports traditionnels le socle est plus résistant que la sculpture qui est posée dessus, ici c'est l'inverse qui se passe ».
Puis, dans une confrontation directe à la question du socle — qui est en même temps la question de la tradition —, des « répliques  de socles de sculptures (Rodin, Carpeaux…) furent exposées pour elles-mêmes, le plus souvent dans le matériau (plâtre, bronze…) des œuvres que leurs originaux supportaient au musée,. Ce n’était plus seulement l’espace tout court qui était incorporé, mais l’espace même de la tradition — par un geste de la mémoire : « Les travaux de Vermeiren renferment la mémoire à la fois du Palais de Giacometti, des enfants dansant de Donatello, des pièces au sol de Carl Andre et de la Colonne sans fin de Brancusi. Car le matériau du sculpteur n'est pas le plâtre, le bronze ou le marbre mais le souvenir, la mémoire » rappelle Dominic van den Boogerd. L’artiste en réfère à des socles existants d’œuvres connues ; par là, il établit une relation avec une œuvre située dans un lieu, par exemple le Saint Jean-Baptiste du musée Rodin de Meudon.
Le socle n'est donc pas simplement pour Vermeiren un « ready-made », un volume ou un objet trouvés là (« C'est vrai que je m'approprie quelque chose qui existe déjà, mais je ne pense pas que ça puisse être vu comme un ready-made. Le socle est quelque chose qui appartient déjà au monde de l'art. Le ready-made, c'est quelque chose qui est pris à l'extérieur de l'art et qui est introduit dans l'art ») mais il met en jeu la provenance même de l’œuvre d’art. « Avant la sculpture, écrit Jean-Pierre Criqui, il y avait donc la sculpture. C'est bien ce que signifie le travail de Vermeiren, qui revendique son ancrage dans l'histoire d'un art au principe duquel se situerait ainsi une sorte d'écho perpétuel [...] La répétition, la traduction, sont cela même qui forme l'histoire de la sculpture ». « Né de la sculpture, poursuit ce même auteur, trois ans plus tard, dans un autre article dédié à une autre exposition, [le travail de Vermeiren] y retourne sans cesse — et cette réflexivité concerne tout autant l’œuvre de l'artiste, qui se développe en se prenant pour une part comme modèle, que l'histoire de son art, qu'il médite et prolonge simultanément ». Dans un véritable processus plastique, l'artiste re-configure, retravaille et « sculpte » le volume choisi en utilisant des techniques traditionnelles (telles que le modelage, le moulage ou l'assemblage) afin d'accomplir l'incorporation de l'espace et de la présence dans l'œuvre. À cette fin, un « socle » peut être posé à l'envers sur un autre identique à lui, ou sur son négatif (son propre moule), ou encore retourné comme un gant avec l'armature à l'extérieur.
Ainsi, si les sculptures de Vermeiren renvoient souvent à d’autres sculptures de l'histoire de l'art, cette démarche ne prend sens que dans la mesure où ses œuvres se renvoient aussi les unes aux autres au sein de son propre corpus de travail. Une sculpture est toujours comme un terme dans une séquence et constitue une réponse à des œuvres antérieures. En ce sens, l'œuvre de Vermeiren est aussi toujours un souvenir de son œuvre. Chaque exposition de l'artiste regarde à la fois en arrière et en avant. C’est ce qui fait que le travail de Vermeiren est toujours en même temps la mémoire de son propre travail. L’artiste déploie donc, dans chacune des expositions qui lui sont consacrées, un regard à la fois rétrospectif et prospectif : « Mes sculptures renvoient à d'autres sculptures, elles renvoient à d'autres sculptures d'autres sculpteurs, mais elles renvoient, à l'intérieur même de mon travail, à d'autres sculptures dans mon travail »,. « Pour Vermeiren [...] le moment d'exposition est pour lui toujours synonyme d'un présent où des dynamiques rétrospective et prospective se conjuguent au sein d'un même mouvement, et où les pièces anciennes dialoguent et se révèlent à travers les récentes, ces dernières annonçant par ailleurs et en toute probabilité celles qui leur feront suite », écrit Erik Verhagen.
Outre son travail de sculpture, comme Constantin Brancusi, Vermeiren a toujours photographié ses sculptures vues sous différents angles pour constater également l'effet du rapprochement éphémère de certaines pièces entre elles et leur métamorphose par le glissement de la lumière, parfois à travers un procédé d’imagerie lenticulaire, parfois à l’aide d’un appareil argentique en long temps de pose, enregistrant ainsi les déplacements habituellement imperceptibles qui « troublent les formes, et produisent superpositions et dédoublement de lignes », créant ainsi un autre état de matière ; nouvelle source possible d'inspiration,,,.

## Expositions et catalogues

### Expositions personnelles
- 1974 : Galerie Delta, Bruxelles[4].

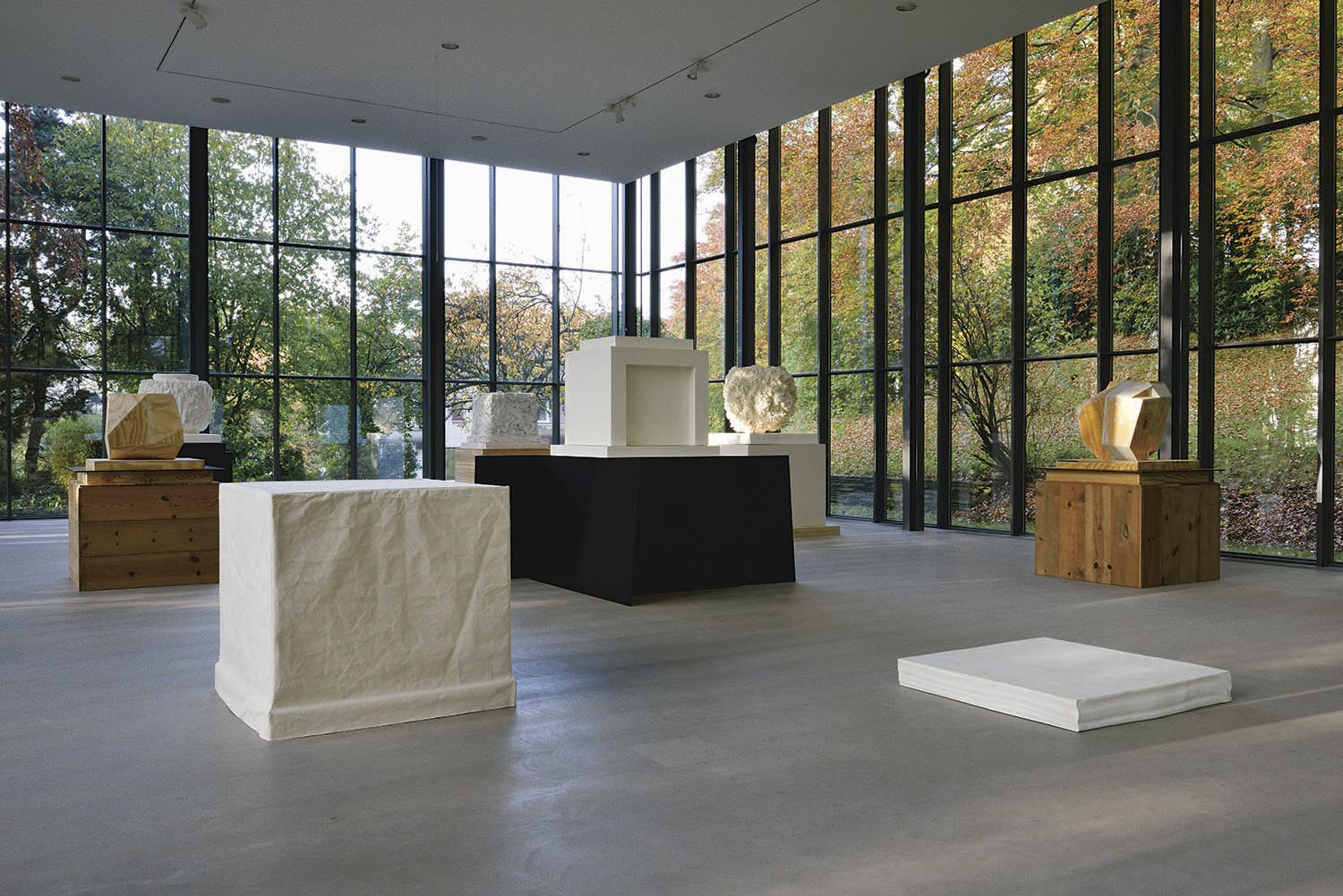
Skulpturenpark Walfrieden, Wuppertal, 2012.

- 1976 : Galerie Albert Baronian, Bruxelles ; Galleria Massimo Minini, Brescia.
- 1977 : Galerie Maier Hahn, Düsseldorf[4].
- 1979 : 814 Spring Street, Los Angeles ; 11 rue Clavel, Paris.
- 1980 : Vereniging voor het Museum van Hedendaagse Kunst, Gent.
- 1981 : Galleria Massimo Minini, Brescia.
- 1982 : Galerie Micheline Szwajcer, Antwerpen.
- 1983 : Galerie Eric Fabre, Paris[4].
- 1984 : Artist Space, New York (catalogue d'exposition) ; Galerie Micheline Szwajcer, Antwerpen
- 1985 : Galerie Pietro Sparta, Chagny[35].
- 1987 : Galerie Art & Project, Amsterdam, The Hague, RKD – Netherlands Institute for Art[36] ; Palais des beaux-arts de Bruxelles & Villa Arson, Nice[37].
- 1988 : Galleria Massimo Minini, Brescia ; Le Consortium, Dijon.
- 1990 : Donald Young Gallery, Chicago ; Bonnefantenmuseum, Maastricht[38].
- 1991 : Centre d'Art Contemporain du Domaine de Kerguéhennec, Locminé ; Galerie Micheline Szwajcer, Antwerpen.
- 1992 : Galerie Jean Bernier, Athènes ; Galerie Ghislaine Hussenot, Paris[20] .
- 1993 : Musée Haus Lange et Haus Esters, Krefeld[39].
- 1995 : Kunsthalle Zürich (catalogue d'exposition)[40],[41] ; Galerie nationale du Jeu de Paume, Paris [4]; XLVIe Biennale di Venezia[42], pavillon Belge.
- 1998 : La Criée, Centre d'art contemporain, Rennes.
- 2000 : Galerie nächst St. Stephan, Vienne ; Galerie Xavier Hufkens, Bruxelles.
- 2002 : Galerie Massimo Minini, Brescia.
- 2003 : Collection de Solides, Van Abbemuseum, Eindhoven, NL [43],[44].
- 2005-2006 : Solides géométriques – Photoreliefs – Vues d’atelier, Musée Bourdelle, Paris [4],[45].
- 2009 : Galerie Greta Meert, Bruxelles.
- 2012 : Galerie Greta Meert, Bruxelles Sculptures 1974 – 1995[46], ; Musée Dhondt-Dhaenens, Deurle Sculptures ; La Maison rouge, fondation Antoine-de-Galbert, Paris Didier Vermeiren, Sculptures et Photographies[4].
- 2012-2013 : Skulpturen Park, Walfrieden, Wuppertal Didier Vermeiren, Sculptures [47].
- 2013 : Église Saint-Philibert de Dijon, Étude pour un Monument à Philippe Pot, (1996-2012)[48],[49].
- 2016 : Galerie Greta Meert, Bruxelles[50].
- 2017 : Construction de distance, Rennes, Frac Bretagne[30],[51].
- 2018 : Galerie Laurence Bernard, Genève, Sculptures / Photographies[52].
- 2022 : Double exposition[53], Wiels, Bruxelles.

### Expositions de groupe (sélection)

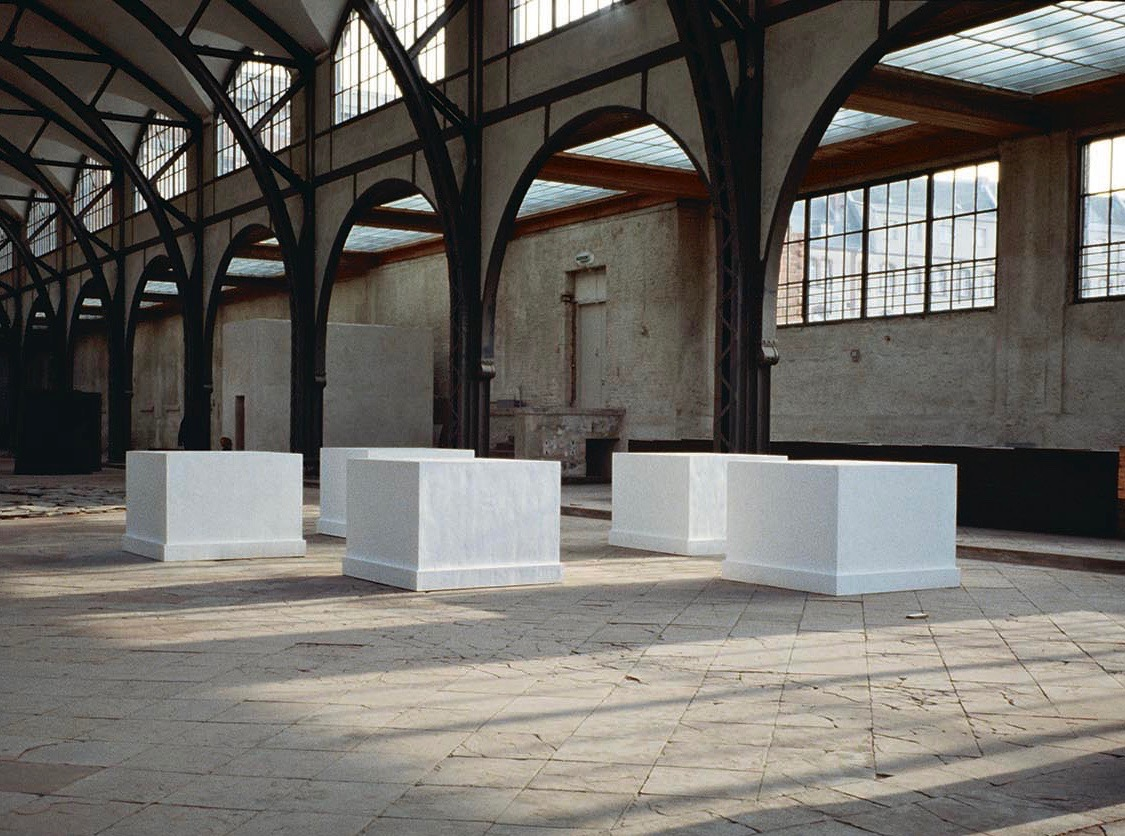
Sculpture, tirage de série (ensemble de cinq épreuves) plâtre, 1988, socle du musée Rodin, Meudon, supportant l'Appel aux armes, plâtre, 1912, exposition Zeitlos, Hamburger Bahnhof, Berlin, 1988.

- 1983 : « Best Of »[54], Le Consortium, Dijon, France.
- 1984 : MoMA, An International Survey of Recent Painting and Sculpture [55].
- 1985 : Athènes – Site de la création, création d’un site, Dracos Art Center, Athènes, Grèce ; Process und Konstruktion, Munich, Allemagne (cat.) ; Museo de Bellas Artes, Buenos Aires, Argentine ; 18e Biennale de São Paulo, Sao Paulo, Brésil[56] ; Van Abbemuseum, Eindhoven, Pays-Bas.
- 1987 : L’époque, la mode, la morale, la passion, Musée national d’art moderne, Centre Georges Pompidou, Paris, France.
- 1988 : Zeitlos, Hamburger Bahnhof, Berlin, Allemagne (catalogue d'exposition), curateur Harald Szeemann.
- 1993 : GAS-Grandiose Ambitieuse Silencieuce, CAPC musée d'art contemporain de Bordeaux, France.
- 1996 : Passions privées, Musée d'Art moderne de Paris, France.
- 1997 : L’empreinte, Musée national d’art moderne, Centre Georges Pompidou, Paris, France.
- 2001 : La sculpture contemporaine au jardin des Tuileries, Jardin des Tuileries, Paris, France.
- 2005 : La sculpture dans l’espace. Rodin, Brancusi, Giacometti…, Musée Rodin, Paris, France [8].
- 2007 : Drawing on Sculpture : Graphic Interventions on the Photographic Surface, Henry Moore Institute, Leeds, Royaume-Uni.
- 2013 : Quaranttanni d’arte contemporanea, Massimo Minini, 1973-2013, Triennale de Milan, Italie.
- 2016 : Almanach 16, Le Consortium, Dijon, France[57].
- 2017 : Rodin, L'Exposition du centenaire, Grand Palais (Paris).
- 2019 - 2021 : Distance Extended / 1979 - 1997, Herbert Foundation, Gand.

### Catalogues d'expositions

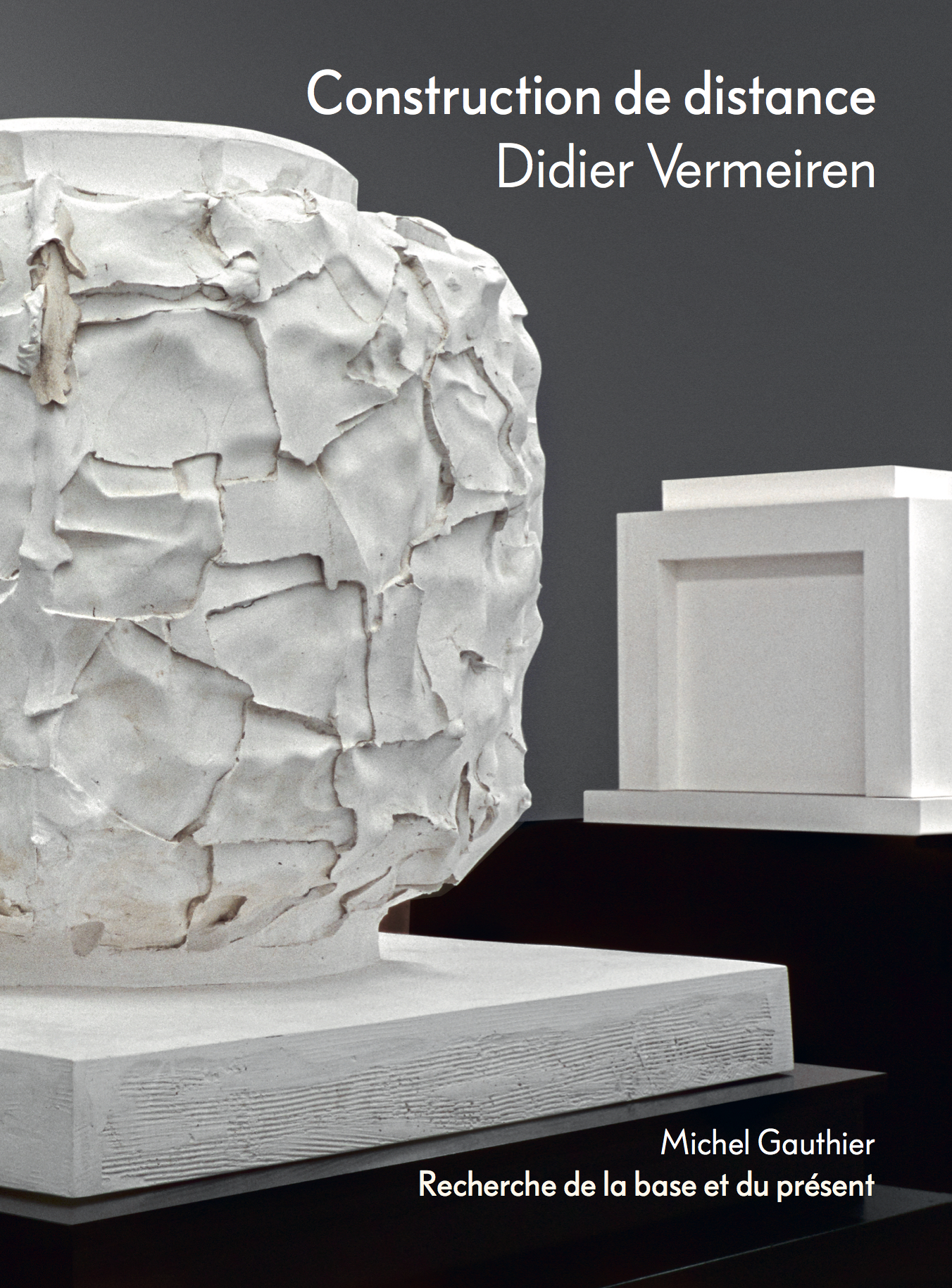
Construction de distance, éd. Frac Bretagne, 2017.

- Didier Vermeiren : Sculptures, Pietro Sparta & Pascale Petit, Chagny, 1985,
- Didier Vermeiren et Jan Debbaut, Société des Expositions du Palais des beaux-arts, Bruxelles, Villa Arson, Nice (catalogue d'exposition), Société des expositions du Palais des beaux-arts, 1987,
- Didier Vermeiren : Sculpture, tirage de série (ensemble de cinq épreuves) plâtre, 1988, socle du musée Rodin, Meudon, supportant l’Appel aux armes, plâtre, 1912, Le Consortium, Dijon, 1989,
- Didier Vermeiren, Photographies d’expositions, Bonnefantenmuseum, Maastricht, 1990,
- Didier Vermeiren, Centre d’art contemporain du Domaine de Kerguéhennec, Locminé, 1992,
- Didier Vermeiren, Haus Lange, Haus Esters, Krefeld, 1993,
- Didier Vermeiren : sculptures, photographies : XLVIe Biennale de Venise, 1995, Communauté française de Belgique, Bruxelles, 1995,
- Jean-Pierre Criqui et Simon Duran, Didier Vermeiren : Kunsthalle Zurich, Galerie nationale du Jeu de paume (catalogue d'exposition), Paris, Galerie nationale du Jeu de paume ; Stuttgart : Cantz Verlag, 1995, 87 p. (BNF 35779646),
- Didier Vermeiren : Collection de solides, Van Abbemuseum, Eindhoven, 2003,
- Erik Verhagen et Juliette Laffon, Didier Vermeiren : Solides géométriques – Vues d’atelier, Paris Musées, Musée Bourdelle, 2005
- Didier Vermeiren : Skulpturen, éd. Skulpturenpark Waldfrieden, Wuppertal, 2012 (OCLC 960903597),
- (fr + en) Didier Vermeiren : Construction de distance, préface : Catherine Elkar, texte : Michel Gauthier, Frac Bretagne, 2017, Rennes, 125p. ill. en noir et en coul. 32 × 23 cm,  (ISBN 9782906127524).
- (fr + en) Didier Vermeiren : Double Exposition, textes : Michel Gauthier, Susana Gállego Cuesta, Wiels, 2022, Bruxelles, 175p. ill. en noir et en coul.

## Filmographie et vidéographie sur Didier Vermeiren
- 123 plans sur la sculpture de Didier Vermeiren, réal. Elsa Cayo, Tri Films, Paris, 16 mm, 26 min, couleur, 1988[58].
- Obstacle au mouvement, Didier Vermeiren, sculptures et photographies, réal. Elsa Cayo, Tri Films, Paris, 15 min, n&b, 1998[59],[60].
- Interview, Didier Vermeiren, exposition "sculptures-photographies", La Maison Rouge, 21 juin - 23 septembre 2012[61].
- Conversation entre Michel Gauthier et Didier Vermeiren, L'aire D'U, Université de Rennes 2, auditorium du Fonds régional d'art contemporain, 7 mars 2017[62].
- Céline Cadaureille : Didier Vermeiren: de la copie au réemploi, Université Jean-Monnet, Saint-Etienne, mai 2018[63].

## Distinctions
- prix Aurélie-Nemours, 2013